# العصافرة (الدقهلية)
قرية العصافرة هي إحدى القرى التابعة لمركز المطرية في محافظة الدقهلية في جمهورية مصر العربية. حسب إحصاءات سنة 2006، بلغ إجمالي السكان في العصافرة 19015 نسمة، منهم 9938 رجل و9077 امرأة.